# كين أوهارا
كين أوهارا (باليابانية: 上原 謙) هو ممثل ياباني، ولد في 7 أكتوبر 1909 في اليابان، وتوفي بنفس المكان في 23 نوفمبر 1991.

## وصلات خارجية
- كين أوهارا على موقع IMDb (الإنجليزية)
- كين أوهارا على موقع روتن توميتوز (الإنجليزية)
- كين أوهارا على موقع ألو سيني (الفرنسية)
- كين أوهارا على موقع أول موفي (الإنجليزية)
- كين أوهارا على موقع قاعدة بيانات الأفلام السويدية (السويدية)
- كين أوهارا على موقع قاعدة بيانات الفيلم (الإنجليزية)
- كين أوهارا على موقع كينوبويسك (الروسية)